# Çarıkmahmutlu
Çarıkmahmutlu (IPA: [ʧɑrɯkmɑhmutɫu]) è un villaggio della Turchia, situato nella provincia di Manisa, nel distretto di Kula. Ha 256 abitanti, e la sua economia è rurale, basata sull'allevamento di bovini e sull'agricoltura. Nel villaggio si trova una scuola primaria. Dal 2004 il muhtar (ovvero il sindaco) è İmdat Çalık.